# Jelcz 120MT
Jelcz 120MT – trolejbus produkowany w latach 1997–2000 przez polską firmę Jelcz, gdyńskie PNTKM oraz MPK Lublin. Jest następcą modelu Jelcz PR110E.

## Charakterystyka
W oczy rzuca się duża, gięta szyba przednia oraz okna boczne nowego typu. Zastosowanie w przedniej oraz tylnej ścianie nadwozia elementów z tworzywa sztucznego spowodowało obniżenie jego masy oraz wpłynęło na zwiększenie trwałości oraz estetyki. Fotele pasażerów posiadają konstrukcję utrudniającą ich dewastację. Dwa takie pojazdy eksploatowane były na Litwie, w Wilnie w latach 1998–2011 i Kownie w latach 1999–2012. W latach 1999–2000 zbudowano 3 trolejbusy tego typu w warsztatach MPK Lublin, a w 2005 już po oficjalnym okresie produkcji, kolejne 3.

## Dostawy
| Państwo        | Miasto         | Lata dostaw    | Liczba | Numery taborowe |       |
| -------------- | -------------- | -------------- | ------ | --------------- | ----- |
| Polska         | Gdynia         | 1997–2000      | 21     |                 | [ 1 ] |
| Polska         | Tychy          | 1997–2001      | 8      |                 | [ 1 ] |
| Litwa          | Kowno          | 1999           | 1      | 352             | [ 1 ] |
| Litwa          | Wilno          | 1998           | 1      | 1650            | [ 1 ] |
| Łączna liczba: | Łączna liczba: | Łączna liczba: | 31     |                 |       |